# Шербан, Ромикэ
Нику Ромикэ Шербан (рум. Nicu Romică Şerban; род. 18 января 1970, Борча) — румынский гребец-байдарочник, выступал за сборную Румынии на всём протяжении 1990-х и в начале 2000-х годов. Участник трёх летних Олимпийских игр, серебряный и бронзовый призёр чемпионатов мира, победитель многих регат национального и международного значения.

## Биография
Ромикэ Шербан родился 18 января 1970 года в селе Борча, жудец Кэлэраши. Активно заниматься греблей начал в раннем детстве, проходил подготовку в Бухаресте в столичном спортивном клубе «Стяуа».
Благодаря череде удачных выступлений удостоился права защищать честь страны на летних Олимпийских играх 1992 года в Барселоне — в двойках вместе с напарником Гезой Мадьяром на пятистах метрах дошёл только до стадии полуфиналов, тогда как в четвёрках на тысяче метрах добрался до финала и показал в решающем заезде пятый результат, немного не дотянув до призовых позиций.
Первого серьёзного успеха на взрослом международном уровне добился в 1994 году, когда попал в основной состав румынской национальной сборной и побывал на чемпионате мира в Мехико, откуда привёз награду серебряного достоинства, выигранную в зачёте двухместных байдарок на дистанции 200 метров. Год спустя на мировом первенстве в немецком Дуйсбурге повторил это достижение — взял в двойках на двухстах метрах ещё одно серебро. Будучи одним из лидеров гребной команды Румынии, благополучно прошёл квалификацию на Олимпийские игры 1996 года в Атланте, где в паре с Даньелом Стояном занял на пятистах метрах седьмое место.
В 1997 году на чемпионате Европы в болгарском Пловдиве Шербан выиграл серебряную медаль в двойках на двухстах метрах. В следующем сезоне на мировом первенстве в венгерском Сегеде взял в той же дисциплине бронзу. Ещё через год на аналогичных соревнованиях в Милане получил бронзу в четвёрках на тысяче метрах, тогда как на чемпионате Европы в хорватском Загребе добавил в послужной список бронзовую награду программы двухместных байдарок на дистанции 500 метров. Позже отправился представлять страну на Олимпийских играх 2000 года в Сиднее — стартовал в двойках в полукилометровой дисциплине и в четвёрках в километровой, однако в обоих случаях остановился в полуфиналах.
После сиднейской Олимпиады Ромикэ Шербан остался в основном составе румынской национальной сборной и продолжил принимать участие в крупнейших международных регатах. Так, в 2001 году он выступил на чемпионате Европы в Милане, где стал третьим в четвёрках на двухстах метрах, и на чемпионате мира в польской Познани, где стал вторым в четвёрках на пятистах метрах. Два года спустя на мировом первенстве в американском Гейнсвилле дважды поднимался на пьедестал почёта: взял серебро в четвёрках на дистанциях 200 и 500 метров. Вскоре по окончании этих соревнований принял решение завершить карьеру профессионального спортсмена, уступив место в сборной молодым румынским гребцам.